# Пійльберг Роберт Олександрович
Роберт Олександрович Пійльберг (9 лютого 1916, місто Ревель, тепер Таллінн, Естонія — ?) — радянський естонський діяч, фрезерувальник Таллінського машинобудівного заводу. Депутат Верховної Ради СРСР 3-го скликання.

## Життєпис
Народився в родині робітника. Закінчив шість класів початкової школи, навчався в ремісничому училищі міста Таллінна, здобув спеціальність фрезерувальника. Працював на заводах у Таллінні.
З 1940-х років — фрезерувальник механічного цеху Таллінського машинобудівного заводу, стахановець і новатор виробництва. Обирався членом цехового профкому, а з 1949 року — членом Ради профспілок Естонської РСР.
Подальша доля невідома.

## Нагороди та відзнаки
- медаль «За доблесну працю у Великій Вітчизняній війні 1941—1945 рр.»
- медалі
- Почесні грамоти Президії Верховної ради Естонської РСР
- почесні грамоти Головного управління газопаливної промисловості СРСР
- почесне звання «Кращий за професією» Ради профспілок Естонської РСР
- премія Радянської Естонії ІІ ст. (1948)